# Seks verdensaldre
De seks verdensaldre er en periodisering af verdenshistorien, der var udbredt i den kristne kulturkreds i middelalderen og tidlig moderne tid, før den gik af brug i løbet af oplysningstiden. Den første, der skrev om de seks verdensaldre med autoritet, var kirkefaderen Augustin omkring 400. Skærepunkterne i periodiseringen er hentet fra Bibelen.
Periodiseringen opererer med syv aldre med udgangspunkt i den bibelske skabelsesberetning og ugens syv dage, hvor den syvende alder svarer til hviledagen, dvs. den evige hvile efter dommedag. Derfor tales der normalt om de seks verdensaldre, da den syvende alder ikke vedrører den skabte verden i kristen forståelse.
Opdelingen i de seks verdensaldre blev i Danmark brugt så sent som 1768-1772 af Ove Høegh-Guldberg i hans Verdens Historie.

## Teorien
I Augustins De catechizandis rudibus fra omkring 400 fortalte han, at der er seks verdensaldre. Det var ikke første gang, at nogen nævnte de seks verdensaldre, men Augustin var den første, der udtalte sig om dem med autoritet.
Teoriens oprindelse skal findes i 2 Pet 3,8:
Dette ene må I ikke glemme, mine kære, at for Herren er én dag som tusind år, og tusind år som én dag.
Det blev fortolket sådan, at menneskeheden skulle gennemleve seks perioder på 1000 år hver, hvorefter den syvende ville være evigheden på den anden side af dommedag.
Blandt kristne lærde var der generelt enighed om, at det var muligt at bestemme menneskehedens alder ved at begynde med Adam og sammenregne de bibelske oplysninger om levetider og familieforhold. Almindeligvis kom man frem til, at menneskeheden nu befandt sig i den sjette og sidste verdensalder og den syvende var nært forestående.
Før Augustin havde andre kristne teologer nået frem til, at den sjette verdensalder ville slutte i 500. Den romerske teolog Hippolyt (død 235) skrev, at nøje studium afslørede, at Pagtens Arks mål lagt sammen var 5½ alen, hvilket betød 5.500 år. Eftersom Jesus var blevet født i "den sjette time", eller halvvejs gennem en dag (eller 500 år inde i en alder), og eftersom fem kongedømmer (5.000 år) allerede var faldet ifølge Johannes' Åbenbaring, måtte der være gået 5.500 år mellem Adams skabelse og Jesu fødsel. Dermed ville dommedag komme 500 år efter Jesu' fødsel.

## De seks verdensaldre
Opdelingen af verdenshistorien hos Augustin så sådan ud:
1. Den første alder: Fra Adam til syndfloden i Noas dage.
2. Den anden alder: Fra syndfloden til Abraham.
3. Den tredje alder: Fra Abraham til kong David.
4. Den fjerde alder: Fra kong David til det babylonske fangenskab.
5. Den femte alder: Fra det babylonske fangenskab til Jesu fødsel.
6. Den sjette alder: Fra Jesu fødsel til dommedag.